# Boulougou
Boulougou är en ort i Burkina Faso.   Den ligger i regionen Centre-Sud, i den centrala delen av landet, 50 km söder om huvudstaden Ouagadougou. Boulougou ligger 316 meter över havet och antalet invånare är 252.
Terrängen runt Boulougou är platt. Runt Boulougou är det ganska tätbefolkat, med 62 invånare per kvadratkilometer.. Närmaste större samhälle är Widi, 5,4 km öster om Boulougou.
Omgivningarna runt Boulougou är en mosaik av jordbruksmark och naturlig växtlighet.